# The Loved Ones (groupe australien)
Pour les articles homonymes, voir The Loved Ones.
The Loved Ones est un groupe australien de rock actif entre 1965 et 1967.

## Histoire

### Origines
The Loved Ones est formé en 1965 par cinq musiciens issus de la scène jazz de Melbourne. Ian Cline (claviers), Gerry Humphreys (chant) et Kim Lynch (basse) ont fait leurs armes au sein du Red Onion Jazz Band, tandis que Rob Lovett (guitare) et Gavin Anderson (batterie) viennent des Wild Cherries. La British Invasion et le succès de la tournée australienne (en) des Beatles les a convaincus d'abandonner le jazz au profit de la musique beat et du rhythm and blues,.

### Carrière
Signés par la maison de disques W&G Records (en), les Loved Ones publient une série de singles sur leur label pop In Records (en), parmi lesquels leur chanson la plus connue, The Loved One, en mai 1966, ainsi qu'un EP comprenant une reprise de Blueberry Hill. Ces disques rencontrent un franc succès dans le hit-parade régional de Melbourne, mais aussi à Sydney.
Fatigué par le rythme frénétique des concerts, Ian Clyne quitte les Loved Ones à la fin de l'année 1966. Il est remplacé par Treva Richards. C'est avec lui que le groupe enregistre son unique album studio, Magic Box (en) , sorti en 1967. La même année, les Loved Ones assurent la première partie de la tournée australienne des Animals et des Hollies.
En mai 1967, Kim Lynch quitte le groupe. Rob Lovett reprend alors le poste de bassiste et le guitariste américain Danny Delacy est recruté. Après l'échec commercial de leur dernier single, The Magic Box, les Loves Ones se séparent en octobre ou novembre 1967,.

### Postérité
Après la séparation des Loved Ones, Rob Lovett forme les Virgil Brothers avec Peter Doyle (en) et Malcolm McGee. Cet éphémère trio vocal publie une poignée de singles avant de se séparer en 1970. Gerry Humphreys embrasse de son côté une carrière d'imprésario avant de former un nouveau groupe en 1971, Gerry and The Joy Band. L'année suivante, il est maître de cérémonie lors du premier Sunbury Pop Festival. Il quitte par la suite l'Australie pour s'installer à Londres, où il se reconvertit en infirmier.
La chanson The Loved One est l'objet de deux reprises par le groupe INXS dans les années 1980 : une première fois en single en 1981, puis sur l'album Kick en 1987. Leur succès contribue à une réunion du groupe pour une tournée australienne en 1987. Quatre des cinq membres d'origine y participent, le batteur Gavin Anderson, indisponible, étant remplacé par Peter Luscombe. Cette réunion donne lieu à l'album Live on Blueberry Hill, sorti en 1988.
Une deuxième réunion est envisagée en 2002 pour la tournée Long Way to the Top (en), une célébration de l'histoire du rock en Australie, mais les Loved Ones doivent se désister car Humphreys vient d'être opéré de la hanche. Il meurt à Londres d'une crise cardiaque le 4 décembre 2005 à l'âge de 62 ans.
The Loved Ones fait son entrée au ARIA Hall of Fame en 2010.

## Membres
- Gerry Humphreys : chant, harmonica (1965-1967, 1987)
- Kim Lynch : basse (1965-1967, 1987)
- Rob Lovett : guitare, basse (1965-1967, 1987)
- Ian Clyne : piano (1965-1966, 1987)
- Gavin Anderson : batterie (1965-1967)
- Treva Richards : piano, orgue (1966-1967)
- Danny Delacy : guitare (1967)
- Peter Luscombe : batterie (1987)

## Discographie

### Albums
- 1967 : Magic Box (en) (W&G)
- 1987 : Live on Blueberry Hill (Mushroom / Festival)

### Singles
- mai 1966 : The Loved One / This Is Love (In)
- juillet 1966 : Everlovin' Man / More Than Love (In)
- janvier 1967 : Sad Dark Eyes / The Woman I Love (In)
- mars 1967 : A Love Like Ours / The Loverly Car (In)
- juillet 1967 : The Magic Box / Love Song (In)